# Myotis zenatius
Murin Zenati
Espèce
Statut de conservation UICN

 NE  : Non évalué
Myotis zenatius, communément appelé le Murin Zenati, est une espèce de chauves-souris de la famille des Vespertilionidae.

## Distribution

Répartition approximative des espèces du « groupe M. nattereri », selon l'UICN, Benda (2006), Puechmaille (2012), Salicini (2013), Çoraman (2019), López Gallego (2020) et Uvizl & Benda (2021). Les localités types des différents taxons sont indiquées par des étoiles. De nombreuses zones d'incertitude, signalées par des points d'interrogation, demeurent.
M. zenatius
M. escalerai
M. crypticus
M. nattereri
M. nustrale
M. hoveli
M. tschuliensis
M. schaubi